# 리워드 제도

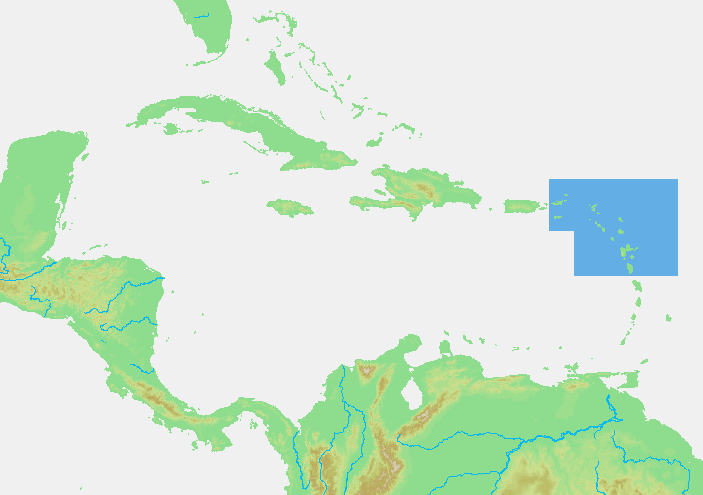
리워드 제도의 위치

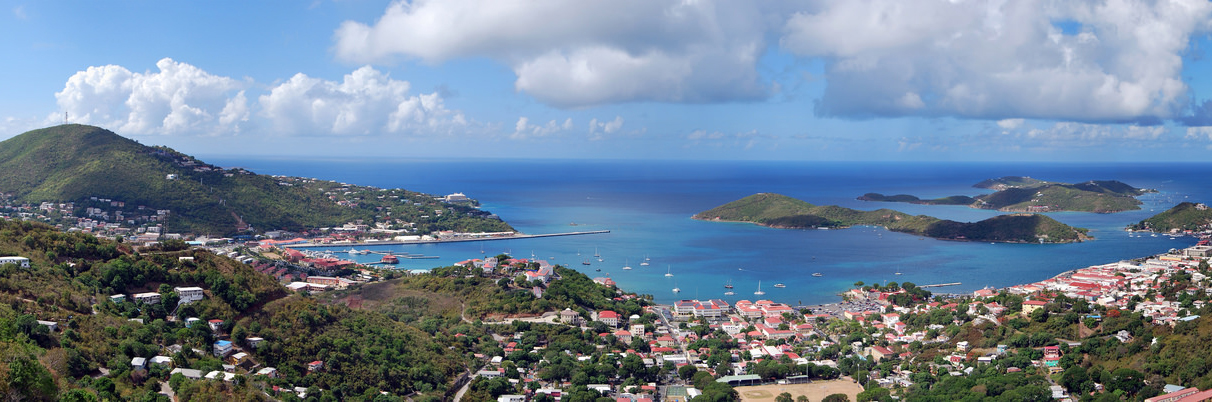
미국령 버진아일랜드의 샬롯 아맬리에 섬

리워드 제도(Leeward Islands)는 버진 제도 남쪽과 윈드워드 제도 북쪽에 원호(圓弧)를 그리며 잇달아 있는 섬들이다. 프랑스령과 네덜란드령인 섬들이 몇 개 포함된다. 설탕·면화·수산물을 산출한다.

## 같이 보기
- 리워드앤틸리스 제도
- 소앤틸리스 제도
- 윈드워드 제도